# Oudekerkstoren (Amsterdam)

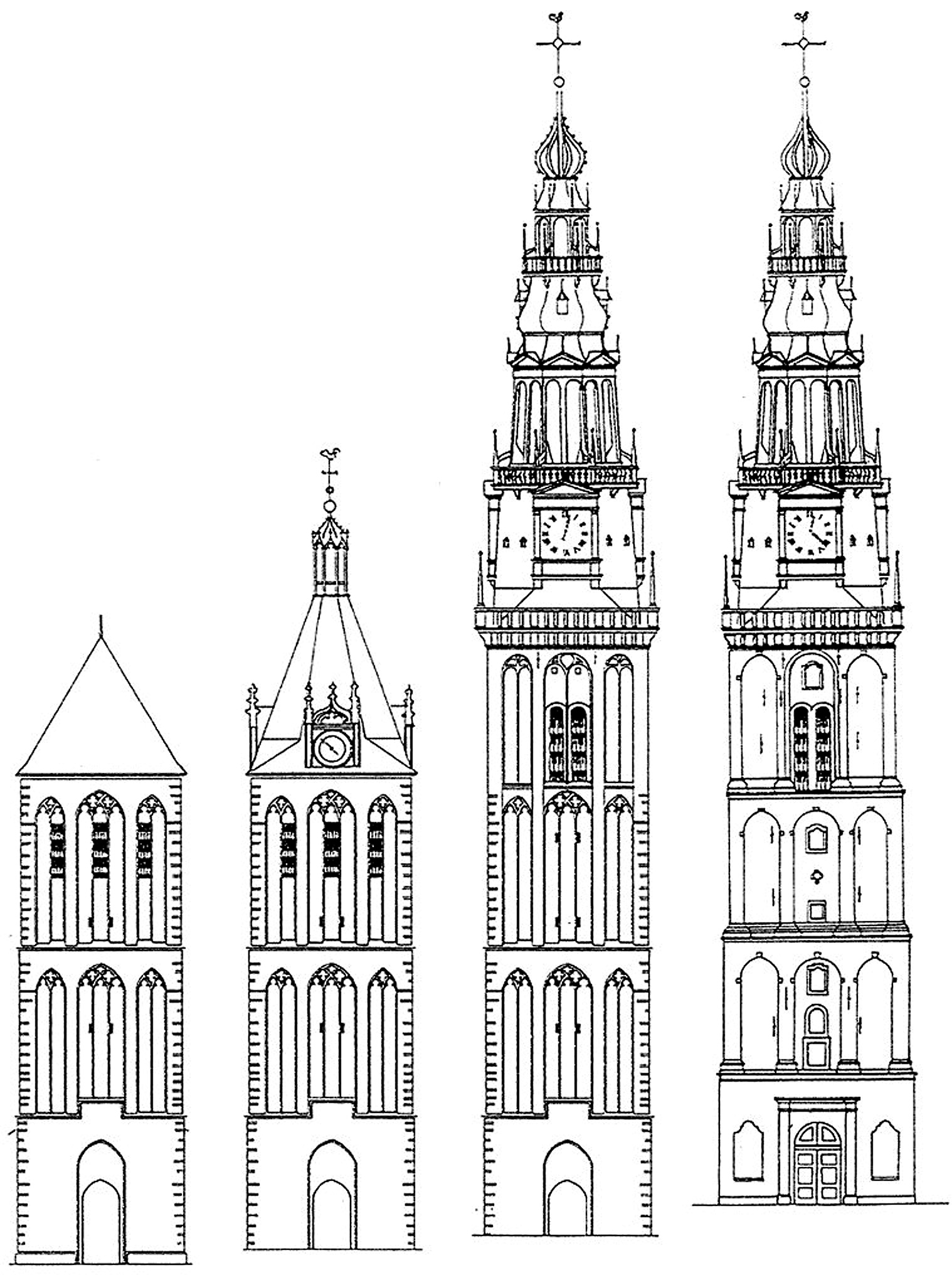
De ontwikkeling van de Oudekerkstoren. Tekening: bmz.amsterdam.nl.

De Oudekerkstoren is de toren van de Oude Kerk in Amsterdam.

## Bouwgeschiedenis

### Middeleeuwen
De Oudekerkstoren heeft een rijke bouwgeschiedenis. In de tweede helft van de 13e eeuw werd de houten kapel vervangen door een stenen zaalkerk. Na 1300 bouwden de Amsterdammers een ruime hallenkerk, ook een toren werd gebouwd, op de plaats van de huidige.

### 16e eeuw
In de 16e eeuw is de kerk verhoogd, in 1564 werd ook de toren verhoogd. Het laatste was noodzakelijk geworden door de verhoging van het schip met een lichtbeuk. In 1565 werd de huidige Oudekerkstoren voltooid. De toren is zo'n 70 meter hoog.